# Brachodes pumila
Brachodes pumila is een vlindersoort uit de familie Brachodidae. De wetenschappelijke naam is voor het eerst geldig gepubliceerd in 1808 door Ferdinand Ochsenheimer.
De soort komt voor in Europa.